# New England Confederation
Die New England Confederation (offiziell United Colonies of New England) wurde im Jahr 1643 in Boston als Militärbündnis zur Etablierung von „Sicherheit und Wohlstand“ zwischen den englischen Kolonien Massachusetts Bay Colony, Plymouth Colony, Colony of Connecticut und New Haven Colony gegründet. Der Hauptzweck der Allianz bestand in der Verteidigung der puritanischen Kolonien gegen die Indianer (hier insbesondere gegen die Mohegan und Narraganset), gegen die in der Nachbarschaft siedelnden Franzosen und Niederländer sowie in der Beilegung von Grenzkonflikten der Kolonien untereinander. Interne Angelegenheiten wurden den Kolonien jedoch selbst überlassen. Die Gründer gaben der Confederation eine eigene Verfassung, die sie mit „Die Vereinigten Kolonien von Neuengland“ überschrieben. Das anglikanisch geprägte Maine und die ebenso eingestellten Siedlungen an der Narragansett Bay in Rhode Island wollten der Allianz ebenfalls beitreten, was jedoch aus politischen und religiösen Gründen abgelehnt wurde.

## Hintergrund
Das Bündnis war das erste Experiment eines föderalen Amerikas und baute auf einer Vielzahl von Kompromissen auf. Es handelte sich nicht um eine Zentralregierung, weshalb wesentliche Schwächen des Konzepts unter anderem darin bestanden, dass die gewählten Vertreter lediglich beratende Funktion hatten und in dem Umstand, dass zwischen den Kolonien erhebliche Rivalitäten herrschten. So musste die Massachusetts Bay Colony, welche die meisten Einwohner aufwies, im Vergleich die meisten Steuern an das Bündnis zahlen und die meisten Soldaten bereitstellen, hatte jedoch nicht mehr Einfluss bei anstehenden Entscheidungen als alle anderen Kolonien.

## Stabilität
Die Allianz stand bereits 10 Jahre nach ihrer Gründung kurz vor dem Zusammenbruch, als sich die Massachusetts Bay Colony im Jahr 1653 weigerte, in den Englisch-Niederländischen Krieg einzutreten. Kurz vor der Annektierung der New Haven Colony durch den Staat Connecticut wurden die Regularien des Bündnisses dahingehend geändert, dass sich die Vertreter nur noch einmal alle drei Jahre treffen sollten, so dass die Allianz beständig an Bedeutung verlor. 1676 erlangte sie noch einmal während des King Philip’s War Bedeutung, um danach erneut mehr und mehr vernachlässigt zu werden.

## Ende der Allianz
Mit der Widerrufung der Charta der Massachusetts Bay Colony im Jahr 1684 wurde das Bündnis schließlich aufgelöst. Spätere Vorstufen der Vereinigten Staaten von Amerika umfassten unter anderem das Dominion of New England sowie den Albany-Kongress.